# Veera Saar
Veera Saar (Geburtsname Veera-Alise Döring; * 15. Märzjul. / 28. März 1912greg. im Dorf Tikapesa bei Jamburg, heute Tikopis bei Kingissepp, Oblast Leningrad, Russland; † 20. Juli 2004 in Tallinn) war eine estnische Schriftstellerin.

## Leben und Werk
Veera Saar entstammte einer estnischen Familie. Ihr Vater hatte Ende des 19. Jahrhunderts ein Stück Land östlich des Narva-Flusses in Russland erworben und war dorthin ausgewandert. Nach der russischen Revolution kehrte die Familie 1919 nach Estland zurück.
Veera Saar machte 1931 ihr Abitur am Gymnasium von Jõhvi. Sie schloss 1937 ihr Studium an der Philosophischen Fakultät der Universität Tartu ab. Von 1937 bis 1959 war sie Lehrerin für Estnisch und Literatur in Tartu, Kehtna und Jäneda.
1949 debütierte Saar mit ihrem ersten belletristischen Werk, der Kindererzählung Sõit mustikametsa. Ab 1958 lebte sie im Dorf Aruküla (heute Landgemeinde Raasiku) bei Tallinn. Dort war sie als Schriftstellerin tätig. Ihre letzten Lebensjahre verbrachte sie in Tallinn.
Veera Saars Werke beschreiben häufig das Landleben aus weiblicher Sicht. Sie waren dem Realismus verhaftet. Es ging ihr meist um die literarische Auseinandersetzung mit dem Gegenwartsalltag.
Ihre Geschichten tragen häufig autobiographische Züge. Der „menschliche Kern“ ihrer Bücher hat Veera Saar zu einer beliebten Schriftstellerin ihrer Zeit gemacht.

## Werke (Auswahl)

### Romane
- Üle allikate (1963)
- Lõokesed taeva all (1965)
- Ukuaru (1969, verfilmt 1973)
- Aprillipäev (1981)
- Kraakuvi mägi (1987)
- Maa hind (1990)
- Kodutee (1996)
- Käritsa leib (1999)

### Novellen-Sammlung
- Põlatud maa (1965)
- Isa niinepuu (1977)

### Erzählungen
- Elas kord mees (1975)
- Ira (1983)

### Memoiren
- Neid ammuseid aegu (2000)

## Auszeichnungen
1957 wurde Veera Saar der Titel einer „Verdienten Lehrerin der Estnischen SSR“ verliehen. 1970, 1988 und 1997 erhielt sie den Eduard Vilde-Literaturpreis.